# エドガー・サリヴァン
エドガー・サリヴァン（EDOGA-SULLIVAN）は、日本のバンド。

## 概要
デジタルサウンド・オルタナティヴサウンド・ブラックミュージックを組み合わせた音楽が特徴で、全員が作曲を行う。佐々木・坂本・高木が出会った頃は江戸川橋駅近くの音楽スタジオにて練習しており、『エド・サリヴァン・ショー』のようなエンターテイメントと感動を創って届けたいという想いがあり、エド・サリヴァン（『エド・サリヴァン・ショー』の司会者）の名前と「エドガワ」を掛けて「エドガー・サリヴァン」と命名したことがバンド名の由来。佐々木以外のメンバーは元々は佐々木のソロ活動のサポートメンバーであった。『ミラクルショッピング』（ドン・キホーテ主題歌）をカバーしており、「RESTORATION」（ドン・キホーテのプライベートブランド）のカタログと映像に出演。

## 経歴
2015年5月19日に佐々木・坂本・篠原・友田・高木により東京都文京区江戸川橋にて結成し、アミューズに所属。2016年4月5日に篠原と友田が青山月見ル君想フにて脱退。2016年6月から2017年2月まで『教科書にないッ!』主題歌に起用され、箭内道彦と出会い、『渋谷のラジオ』（コミュニティーFMラジオ番組）レギュラーパーソナリティーに起用される。
2017年9月に『ミラクルショッピング』（ドン・キホーテ主題歌）のカバー曲がドン・キホーテの店内放送に起用され、2018年5月30日リリースのアルバム『JAPONICA!!!』に『ミラクルショッピング ～ドン・キホーテのテーマ～』として収録される。
2019年3月31日に高木が脱退。4月5日リリースのシングル『WONDERFUL WONDER』収録曲『WONDERFUL WONDER』が4-7月放送の『みだらな青ちゃんは勉強ができない』OPに起用される。OEDO LABELより5月29日リリースの10thシングル『NEWS』でメジャーデビュー。
2021年4月1日にTwitterにてアミューズとの契約終了を発表。

## メンバー
| 名前                        | 生年月日              | 出身地         | 担当                       | 在籍期間        | 備考 |
| --------------------------- | --------------------- | -------------- | -------------------------- | --------------- | --- |
| 佐々木 萌 （ささき もえ）   | 1994年3月13日（31歳） | 北海道札幌市   | ボーカル ギター キーボード | 2015年5月19日 - | 好きなミュージシャンはフジファブリック。好物はハナマサとニッシン。undetroze（Tシャツブランド）のモデル。 |
| 坂本 遥 （さかもと はるか） | 1994年2月21日（31歳） | 神奈川県横浜市 | ギター ベース コーラス     | 2015年5月19日 - | THEラブ人間 旧メンバー。好きな音楽はオルタナティヴ。                                                     |

### 旧メンバー
| 名前                          | 生年月日               | 出身地         | 担当                   | 在籍期間                      | 備考 |
| ----------------------------- | ---------------------- | -------------- | ---------------------- | ----------------------------- | --- |
| 篠原 佑太 （しのはら ゆうた） | 1994年3月8日（31歳）   |                | ドラム                 | 2015年5月19日 - 2016年4月5日  | MINAMISメンバー。 |
| 友田 ジュン （ともだ じゅん） | 1994年11月10日（30歳） | 熊本県天草市   | キーボード             | 2015年5月19日 - 2016年4月5日  | DEZOLVEメンバー。 |
| 高木 祥太 （たかぎ しょうた） | 1995年2月20日（30歳）  | 神奈川県横浜市 | ベース コーラス ラップ | 2015年5月19日 - 2019年3月31日 | BREIMEN、ソーダーズ（カルピスソーダ CM 音楽ユニット）メンバー。ベースコンテスト 2012年度 亀田杯にてファイナリストへ進出。 |

## 作品

### タイアップ
- WONDERFUL WONDER：2019年 - 毎日放送『アニメイズム』B1枠他『みだらな青ちゃんは勉強ができない』OP。